# Akcja v1
Akcja v1 – czwarty album muzyczny zespołu Komety, wydany  w 2007 roku przez wytwórnię Jimmy Jazz Records na płytach CD, oraz płytach winylowych. Płytę zespół nagrał w składzie: Lesław (śpiew i gitary), Teo (perkusja, śpiew), Pablo (gitara basowa, kontrabas, śpiew). Na płycie znalazły się również takie instrumenty jak: saksofon (Marcin Odyniec), wibrafon (Michał Lamża), klarnet (Paweł Samburski), skrzypce (Kamila Czerska i Grzegorz Jasiński), altówka (Karol Szatkowski), wiolonczela (Beata Arentowicz), klawisze, theremin, dzwony (Robert Srzednicki), instrumenty perkusyjne (Artur Szolc), trąbka (Dominik Trebski). Płyta została wydana także w wersji angielskojęzycznej.

## Spis utworów
1. "Wyglądasz źle"
2. "Nie ufaj nikomu"
3. "Nikt nie kupuje twoich płyt"
4. "Pozer"
5. "April Rain"
6. "El Ringo"
7. "Wreszcie w ciąży"
8. "Nobody To Love"
9. "Po drugiej stronie"
10. "Spotkajmy się pod koniec sierpnia"
11. "Zabierz mnie do domu"